# Mikropolitik
Mikropolitik ist nach Oswald Neuberger (1995) das Arsenal jener alltäglichen „kleinen“ Machtmethoden, mit denen innerhalb von Organisationen Macht aufgebaut und eingesetzt wird (siehe auch Blickle & Solga, 2006).

## Einführung
Der von Horst Bosetzky (1972) in Anlehnung an Tom Burns (1961/1962) in den deutschen Sprachraum eingeführte Begriff macht damit deutlich, dass Mitarbeiter in Organisationen jenseits der Organisationsziele im Sinne eines Machtkampfes Eigeninteressen verfolgen („strategischer Eigensinn“; „selbstbezogene Interessen“) und dabei die sozialen Strukturen und menschlichen Verhältnisse in Institutionen mitgestalten. Mikropolitik ist weder ein Privileg der Organisations-Eliten noch Ausdruck einer ineffizienten oder gar kriminalisierten Betriebsstruktur. "Nüchtern betrachtet wirkt Mikropolitik von der Vorstandsetage bis in die Werkshalle" (Schütz, 2015).
Begünstigt werden mikropolitische Prozesse dann besonders, wenn eine (zentral) kontrollierende Instanz fehlt oder die Zielsetzungen in der Einrichtung nicht klar genug definiert werden. Unter den extremen Bedingungen von Anomie, einer von Kommunikationsproblemen begleiteten Auflösung der Vorschriften, Kultur und Traditionen einer Organisation, müssen mikropolitische Aktivitäten das entstandene Vakuum durch Neubildung von Einzelinteressen bestimmte informelle Machtzentren füllen. Mikropolitik leistet aber auch in gut strukturierten, funktionsfähigen Organisationen einen wichtigen Beitrag, da nur durch sie erstarrte Verfahren, Regeln und Richtlinien dem Berufsalltag angepasst werden und Modernisierungsprozesse gegen Widerstand durchgesetzt werden können.
Mikropolitische Vorgehensweisen können auch als Aneinanderreihung von Spielen betrachtet werden (Crozier & Friedberg (1979); Mintzberg (1983)). Die formalen und informellen Spielregeln bilden den Ausgangspunkt für das mikropolitische Handeln, durch das Handeln der Beteiligten werden die Spielregeln aber auch immer wieder verändert und neu definiert.
Allgemein ist Mikropolitik ein essentieller Bestandteil von Organisationen, ein Mitspielen ist letztlich Ausdruck von Lebensklugheit und Durchsetzungsfähigkeit, besonders wenn man jenseits des Eigeninteresses für die Organisation selbst etwas bewirken möchte („selbstloses Interesse“).
Gleichwohl sind mikropolitische Aktivitäten in Organisationen nur äußerst begrenzt kommunizierbar. In der Innen- und Außendarstellung neigen Organisationen grundsätzlich dazu, Mikropolitik möglichst zu tabuisieren, zu marginalisieren oder gezielt strategische Aktivitäten voranzutreiben, die entsprechende Taktiken eindämmen bzw. unterbinden sollen (z. B. regulatorisch über Verhaltensrichtlinien, Compliance-Standards etc.). Dabei ergibt sich die Situation, dass ausgerechnet jene, die an verantwortlicher Stelle versuchen die ausufernden mikropolitischen Aktivitäten zu beschneiden, sich regelmäßig selbst mikropolitischer Instrumente und Wege bedienen. Gerade eine ausgeprägte Formalisierung von Arbeitsabläufen, die starke Betonung des regulatorischen Rahmens und ausgeprägte Hierarchiestrukturen können tendenziell die Relevanz der Mikropolitik stärken (Schütz, 2015). Auch Widerstand gegen planmäßigen Organisationswandel bedient sich oft mikropolitischer Strategien, ebenso aber die Versuche, diesen Wandel gegen Widerstand durchzusetzen.
Mikropolitische Analysen können oft als Erklärung für unbeabsichtigte Effekte herangezogen werden, z. B. für das Scheitern von organisatorischen Reform- und Wandelprozessen. Eine Kontrolle mikropolitischer Strategien in ohnehin stark politisierten Organisationen wie der öffentlichen Verwaltung ist kaum möglich.

## Zielsetzungen von Mikropolitik
Verfolgte Ziele sind häufig
- der Aufstieg in der Organisation, Beförderung,
- eine bessere Bezahlung,
- die Erweiterung eigener Handlungsspielräume und Gestaltungsmöglichkeiten,
- der Ausbau der einem in der Einrichtung zur Verfügung stehenden finanziellen, materiellen und menschlichen Ressourcen und Statussymbole (Bosetzky, 1972),
- aber auch der Versuch, sich oder die eigene Leistungsfähigkeit einer Kontrolle zu entziehen. Zu den mikropolitisch relevanten Phänomenen gehören so auch Alkoholismus und dessen Verschleierung, vorgeschobene Krankmeldung (Absentismus) oder Innere Kündigung.

## Charakteristische mikropolitische Methoden und Taktiken
Nach Neuberger wird der Begriff der Mikropolitik im Sinne des englischen Begriffs politics genutzt, der die kluge Interessenvertretung einschließlich taktischer Winkelzüge einschließt. Er unterscheidet sich also von einem Politikbegriff (policy), der sich vor allem auf die Setzung von Zielen und die allgemeinen Strategien der Organisation bezieht.
Zu den verbreitetsten Vorgehensweisen gehören:
- das Einschalten von Vorgesetzten, höherer Autoritäten, die ihren Einfluss und ihre Beziehungen geltend machen, Partei für einen ergreifen;
- die Informationskontrolle: Das bedeutet das Filtern, Zurückhalten oder Schönen von Informationen, das Verbreiten von Gerüchten, um die Glaubwürdigkeit anderer in Zweifel zu ziehen, das Streuen von Insider-Informationen an Dritte, das Starten von Versuchsballons („Du wirst doch auch bald in eine andere Abteilung wechseln wollen!“), was das Verschleiern von Sachverhalten und die Täuschung einschließt;[3]
- die Kontrolle oder Erweiterung von Regeln und Normen, indem sie im eigenen Sinne ausgelegt und ausgedehnt werden. Gerade durch Bürokratismus in Organisationen können bewusst Unklarheiten geschaffen werden, über die die eigene Machtposition gesichert und Zuständigkeiten ausgeweitet werden (Dienstwissen).
- (verdeckte) Bildung von Koalitionen (Klüngeln), Lobbyismus;
- die Günstlingswirtschaft durch das Heranziehen einer Gefolgschaft, Seilschaft;
- das Formen loyaler Mitarbeiter über Anerkennung, Belohnung oder Beförderung, um sich Dankbarkeit und Verbündete zu verschaffen; Belohnungen müssen dabei von den Belohnten als solche auch bewertet werden
- der Einsatz der einem zur Verfügung stehenden Machtmittel bis hin zur Androhung von Sanktionen;
- allgemein Formen der Selbstdarstellung oder des Bluffs wie gespielte Sicherheit, scheinbare Unerschütterlichkeit, Ausnutzen mehrdeutiger Formulierungen, das Vortäuschen eigener Größe und Kraft bis hin zur Verwendung von Fremdwörtern oder dem beiläufigen Demonstrieren von scheinbarer Fachkompetenz;
- das Charisma, die persönliche Anziehungskraft, die auf andere als Modell und Vorbild wirkt und dazu gezielt eingesetzt wird;
- der Einsatz von Expertenwissen und Fachkompetenz vom sachlichen Überzeugen bis hin zu „Gutachterschlachten“ und Dominanzkämpfen der Wissensträger (Mikropolitik des Wissens)[4]
- das Erzeugen von Handlungsdruck durch eine Emotionalisierung von Situationen, durch das Erschaffen günstiger Stimmungen; dies meint auch das Motivieren und Ideologisieren anderer Personen über begeisternde Appelle, Visionen.

## Hauptformen mikropolitischer Spiele
Spiele zum Aufbau von Macht sind beispielsweise
- das Sponsor-Protegé-Spiel: eine Person hängt sich an einen in der Organisation aufsteigenden Star oder an eine Person an, die schon eine Machtposition erlangt hat. Die Hoffnung ist, dass diese für ihren Anhänger kämpfen, bezahlt wird mit einer umfassenden Loyalität.
- das Bündnis-Spiel: In diesem versucht man ein Beziehungsnetz von gleichrangigen Gleichgesinnten zu knüpfen, Koalitionen zu schließen.
- das Budget-Spiel: Durch das Fordern von immer größeren materiellen und personellen Ressourcen versucht man die eigene Bedeutung und Stellung auszubauen. Die relativen Budgetanteile werden damit ein Indikator für die Machtverteilung in der Organisation.
- das Experten-Spiel: In diesem wird überdeutlich das eigene (unverzichtbare) Expertentum herausgestrichen, um unentbehrlich zu werden und den eigenen Einfluss auszubauen.
- das Dominanz-Spiel: Um andere einzuschüchtern, wird ein bestehender Einfluss breit zur Schau gestellt.

Spiele, in denen der Widerstand gegen andere im Zentrum steht, bedienen sich entweder
- einer subtilen Hinhaltetaktik oder
- einer aggressiven Gegenwehr bis zu offener Meuterei oder Rebellion. Eine extreme und für die Spieler risikoreiche Variante ist das Jung-Türken-Spiel: Eine jüngere Generation hochrangiger Nachwuchskräfte stellt die bestehende Organisationsform erst in vertrauten Treffen grundsätzlich in Frage, um schließlich eine effektive Verschwörung zur Entmachtung der alten Eliten zu planen und auszuführen. Ein Scheitern an den alten Machtzirkeln und deren Gefolgschaften zieht das Ausscheiden aus der Einrichtung nach sich.

Häufig sind in Organisationen rivalisierende Lager zu finden, die aus Führungspersonen mit unterschiedlichen Gefolgschaften bestehen. Im ungünstigsten Fall kann dies bis zur Spaltung von Organisationen führen. Um den Vorrang konkurrieren zudem oft die Verwaltung von Unternehmen (formale Autorität der „Linie“) und die Sachexperten (Informationsmacht des „Stabes“).

## Fallbeispiele eines mikropolitischen Spiels: das Dominanzspiel und das Bossing
Das Dominanzspiel wird besonders gerne von Führungspersonen gegenüber aufstrebenden Mitarbeitern eingesetzt. Um sie zu disziplinieren und klein zu halten, wird in Phasen von Beurteilungen, drohenden Gehaltsforderungen oder Karriereambitionen Mitarbeitern eine Aufgabe übertragen, bei der sie mit hoher Wahrscheinlichkeit überfordert sind, einen Fehler machen oder in eine Falle tappen. Im entscheidenden Moment wird der Mitarbeiter dann vor Zeugen kritisiert und bloßgestellt. Dadurch ist der Beweis angetreten, dass seine positive Selbstsicht unbegründet war.
Bossing geht insofern weit darüber hinaus, als ein Mitarbeiter von seinem Vorgesetzten aus seiner Stellung gedrängt werden soll. Ziele können hierbei neben einer Entmachtung des Betroffenen auch die Freisetzung einer Stelle ohne Kündigung sein.

## Mikropolitischen Phänomenen vorbeugen
Gegenstrategien, um sich verselbständigenden mikropolitischen Phänomenen vorzubeugen oder ihnen entgegenzuwirken, sind:
- Bündelung der Gestaltungskompetenz in der Organisationsführung, die durch die geschickte Nutzung einer eigenen Mikropolitik und das Ansammeln interner Informationen (z. B. Wissen um Besonderheiten der Mitarbeiter, um deren Verbindungen untereinander …) ergänzt wird
- Offenlegung von Entscheidungswegen
- Berichtswesen und Controlling, um Transparenz bezüglich des Erreichens und Erfüllens von Vereinbarungen und Zielen herzustellen
- klare Kommunikationswege mit klaren Ansprechpartner, um Informationen zu bündeln
- klare Regelung von Kompetenzen und Befugnissen
- offenes Austragen von Konflikten
- Anciennitätsprinzip: Beförderungsstrategie nach dem Alter, wodurch möglichst viele Mitarbeiter höhere Beförderungsstellen im Laufe ihrer beruflichen Tätigkeit erreichen können bzw. die zeitliche Verweildauer in einzelnen Funktionen nicht zu stark voneinander abweicht. Eine sachfremde Manipulation von Beförderungen wird damit zurückgedrängt und der Beschäftigte kann sich frei von Anpassungsdruck und Beförderungsrepressalien entfalten (vs. opportunistische Verhaltensweisen). Der große Nachteil ist allerdings, dass individuelle Leistungen zu wenig gewürdigt werden können und die Organisation besonders in den Führungspositionen überaltert; ein flexibles Personalmanagement ist nicht möglich. Denkbar ist auch, dass eine beförderte Person von einem Konkurrenten aus der begehrten Funktionsstelle wieder herauszudrängen versucht wird (Mobbing als Form der Mikropolitik).